# باطنية
الباطنية هو وصف يطلق للفئة التي تقول:
«إن النصوص الدينية لها معنيان: أحدهما ظاهر يفهمه الناس بواسطة اللغة، وبمعرفة أساليب الكلام، والثاني باطن لا يدركه إلا الذين اختصهم الله بهذه المعرفة، وهم يَصلُون إلى إدراك هذه المعاني المحجوبة عن عامة الناس بتعليم الله لهم مباشرة.»
وقد يشير هذا المصطلح إلى عدة فرق، منها الإسماعيلية والقرامطة والخرمية، وقد تشير أيضا إلى فرق غير إسلامية كالمزدكية، إلا أنه يطلق بشكل مخصوص على الفرقة الإسماعيلية.